# Pačuli
Pačuli (lat. Pogostemon), biljni rod iz porodice medićevki smješten u tribus Pogostemoneae, dio potporodice Lamioideae. Pripadaju mu 84 vrste korisnih aromatičnih polugrmova rasprostranjenih po dijelovima tropske i suptropske Azije, Afrike i sjeverozapadnog Pacifika. Rod je opisan 1815. Tipična vrsta je P,. plectrantoides Desf.

## Vrste
1. Pogostemon amaranthoides Benth.
2. Pogostemon andersonii (Prain) Panigrahi
3. Pogostemon aquaticus (C.H.Wright) Press
4. Pogostemon atropurpureus Benth.
5. Pogostemon auricularius (L.) Hassk.
6. Pogostemon benghalensis (Burm.f.) Kuntze
7. Pogostemon brachystachyus Benth.
8. Pogostemon cablin (Blanco) Benth.
9. Pogostemon chinensis C.Y.Wu & Y.C.Huang
10. Pogostemon cristatus Hassk.
11. Pogostemon cruciatus (Benth.) Kuntze
12. Pogostemon dasianus A.B.De & Mukerjee
13. Pogostemon elsholtzioides Benth.
14. Pogostemon erectus (Dalzell) Kuntze
15. Pogostemon esquirolii (H.Lév.) C.Y.Wu & Y.C.Huang
16. Pogostemon falcatus (C.Y.Wu) C.Y.Wu & H.W.Li
17. Pogostemon fauriei (H.Lév.) Press
18. Pogostemon formosanus Oliv.
19. Pogostemon gardneri Hook.f.
20. Pogostemon glabratus Chermsir. ex Press
21. Pogostemon globulosus Phuong ex Suddee & A.J.Paton
22. Pogostemon griffithii Prain
23. Pogostemon guamensis Lorence & W.L.Wagner
24. Pogostemon hainanensis L.X.Yuan & Gang Yao
25. Pogostemon hedgei V.S.Kumar & B.D.Sharma
26. Pogostemon helferi (Hook.f.) Press
27. Pogostemon henanensis Gang Yao
28. Pogostemon heyneanus Benth.
29. Pogostemon hirsutus Benth.
30. Pogostemon hispidocalyx C.Y.Wu & Y.C.Huang
31. Pogostemon hispidus (Benth.) Prain
32. Pogostemon jaitapurensis Chandore & S.R.Yadav
33. Pogostemon kachinensis (Mukerjee) Panigrahi
34. Pogostemon koehneanus (Muschl.) Press
35. Pogostemon latifolius (C.Y.Wu & Y.C.Huang) Gang Yao
36. Pogostemon litigiosus Doan ex Suddee & A.J.Paton
37. Pogostemon manipurensis V.S.Kumar
38. Pogostemon menthoides Blume
39. Pogostemon micangensis G.Taylor
40. Pogostemon mollis Benth.
41. Pogostemon monticola T.C.Hsu, S.W.Chung, S.H.Liu & W.J.Huang
42. Pogostemon mutamba (Hiern) G.Taylor
43. Pogostemon myosuroides (B.Heyne ex Roth) El Gazzar & L.Watson
44. Pogostemon nelsonii Doan ex Suddee & A.J.Paton
45. Pogostemon nudus Bongch. & Pramali
46. Pogostemon paludosus Benth.
47. Pogostemon paniculatus (Willd.) Benth.
48. Pogostemon parviflorus Benth.
49. Pogostemon peethapushpum Pradeep
50. Pogostemon peguanus (Prain) Press
51. Pogostemon pentagonus (C.B.Clarke ex Hook.f.) Kuntze
52. Pogostemon petelotii Doan ex Gang Yao, Y.F.Deng & X.J.Ge
53. Pogostemon philippinensis S.Moore
54. Pogostemon pressii Panigrahi
55. Pogostemon pubescens Benth.
56. Pogostemon pumilus (Graham) Press
57. Pogostemon purpurascens Dalzell
58. Pogostemon quadrifolius (Benth.) F.Muell.
59. Pogostemon raghavendranii R.Murugan & Livingst.
60. Pogostemon rajendranii R.Sasi & R.Sival.
61. Pogostemon reflexus Benth.
62. Pogostemon reticulatus Merr.
63. Pogostemon rogersii N.E.Br.
64. Pogostemon rotundatus Benth.
65. Pogostemon rupestris Benth.
66. Pogostemon salicifolius (Dalzell ex Hook.f.) El Gazzar & L.Watson
67. Pogostemon sampsonii (Hance) Press
68. Pogostemon septentrionalis C.Y.Wu & Y.C.Huang
69. Pogostemon speciosus Benth.
70. Pogostemon stellatus (Lour.) Kuntze
71. Pogostemon stocksii (Hook.f.) Press
72. Pogostemon strigosus (Benth.) Benth.
73. Pogostemon szemacensis (C.Y.Wu & S.J.Hsuan) Press
74. Pogostemon tisserantii (Pellegr.) Lebrun & Stork
75. Pogostemon travancoricus Bedd.
76. Pogostemon trinervis Chermsir. ex Press
77. Pogostemon tuberculosus Benth.
78. Pogostemon velatus Benth.
79. Pogostemon verticillatus (Benth.) Miq.
80. Pogostemon vestitus Benth.
81. Pogostemon wattii C.B.Clarke
82. Pogostemon wightii Benth.
83. Pogostemon xanthifolius C.Y.Wu & Y.C.Huang
84. Pogostemon yatabeanus (Makino) Press

## Sinonimi
- Anuragia Raizada; Suppl. Duthie´s Fl. Upper Gangetic Plain: 219 (1976), nom. illeg.
- Chotekia Opiz & Corda; Flora 13: t. 33 (1830)
- Dysophylla El Gazzar & L.Watson ex Airy Shaw; Taxon 16: 190 (1967), nom. illeg.
- Dysophylla Blume; Bijdr. Fl. Ned. Ind. 826 (1826)
- Eusteralis Raf.; Fl. Tellur. 2: 95 (1837)
- Wensea J.C.Wendl.; Coll. Pl. 3: 24 (1819)